# Dilara Türk
Dilara Türk (née le 30 juillet 1996 à Kulmbach) est une footballeuse professionnelle germano-turque.

## Carrière
Türk joue dans les équipes de jeunes du 1. FC Nürnberg Frauen- und Mädchenfußball jusqu'en 2012. Après une courte interruption de carrière et un engagement avec l'équipe de ligue de district de Franconie SpVgg Bayreuth, elle vient au ETSV Würzburg, équipe du championnat d'Allemagne féminin de football D2 2014-2015, où elle est présente dans 17 des 22 matchs. Après la saison 2015-2016 avec le 1. FC Lübars, Türk signe pour jouer la saison  2016-2017 au sein du 1. FC Union Berlin, où elle ne dispute que trois matches de la phase aller. Début 2017, elle rejoint le FC Viktoria 1889 Berlin en ligue régionale.
Dilara Türk joue dans l'équipe nationale turque en 2015, d'abord dans les moins de 19 ans puis l'équipe sénior. Elle est présente dans cinq matchs de qualification pour le championnat d'Europe féminin de football 2017.